# Secretos y mentiras
Secretos y mentiras es una película británica de 1996 dirigida por Mike Leigh y protagonizada por Brenda Blethyn y Marianne Jean-Baptiste. Cuenta la historia de Hortense Cumberbatch, mujer negra residente en Kilburn, Londres, que al morir sus padres adoptivos, investiga sus antecedentes familiares y descubre que su madre biológica, Cynthia Rose Purley, es una mujer blanca de la clase obrera.
El largometraje se estrenó en el Festival de Cannes de 1996, donde ganó la Palma de Oro y Brenda Blethyn recibió el premio a la mejor interpretación femenina.

## Producción
Aunque, según los créditos, Leigh escribió el guion, la mayor parte de las actuaciones fueron en realidad improvisadas: Leigh orientó a cada uno de los actores sobre sus papeles, y los dejó crear sus propias líneas.[cita requerida] Secretos y mentiras se filmó en parte en Whitehouse Way, Southgate, Londres. 
La escena crucial en la mesa, donde Cynthia descubre que en realidad es madre de Hortense se filmó en una sola toma ininterrumpida de casi ocho minutos.

## Sinopsis
Hortense Cumberbatch, una exitosa optometrista negra de clase media en Londres que fue adoptada cuando era niña, ha elegido rastrear su historia familiar después de la muerte de su madre adoptiva. Después de ser advertida por los funcionarios públicos sobre los problemas que podría enfrentar al rastrear a su madre biológica, continúa su investigación y se desconcierta al saber que su madre biológica es blanca; no le molesta este hecho y quiere saber más sobre el pasado de su madre.

## Intérpretes
- Marianne Jean-Baptiste: Hortense Cumberbatch
- Brenda Blethyn: Cynthia Rose Purley.
- Claire Rushbrook: Roxanne Purley.
- Timothy Spall: Maurice Purley.
- Phyllis Logan: Monica Purley.
- Elizabeth Berrington: Jane.
- Michele Austin: Dionne.
- Lee Ross: Paul.
- Lesley Manville: trabajadora social.
- Ron Cook: Stuart.
- Emma Amos: mujer con cicatriz en la cara.
- Brian Bovell: hermano de Hortense.
- Trevor Laird: hermano de Hortense.
- Claire Perkins: cuñada de Hortense.
- Elias Perkins McCook: sobrino de Hortense.

## Premios
| Fecha             | Premio                         | Categoría                                            | Receptor(es)           | Resultado |
| ----------------- | ------------------------------ | ---------------------------------------------------- | ---------------------- | --------- |
| Mayo de 1996      | Festival de Cannes             | Palma de Oro                                         |                        | Ganadora  |
| Mayo de 1996      | Festival de Cannes             | Mejor interpretación femenina                        | Brenda Blethyn         | Ganadora  |
| Noviembre de 1996 | Premios del Cine Europeo       | Mejor película europea                               |                        | Nominada  |
| Diciembre de 1996 | Camerimage                     | Rana de Oro                                          |                        | Ganadora  |
| Diciembre de 1996 | Boston Society of Film Critics | Mejor director                                       | Mike Leigh             | Ganador   |
| Diciembre de 1996 | Boston Society of Film Critics | Mejor actriz                                         | Brenda Blethyn         | Ganadora  |
| Enero de 1997     | Globos de Oro                  | Mejor película dramática                             |                        | Nominada  |
| Enero de 1997     | Globos de Oro                  | Mejor actriz dramática                               | Brenda Blethyn         | Ganadora  |
| Enero de 1997     | Globos de Oro                  | Mejor actriz de reparto                              | Marianne Jean-Baptiste | Nominada  |
| Enero de 1997     | Premios Goya                   | Mejor película europea                               |                        | Ganadora  |
| Febrero de 1997   | Premios César                  | Mejor película extranjera                            |                        | Nominada  |
| Marzo de 1997     | Premios Óscar                  | Mejor película                                       |                        | Nominada  |
| Marzo de 1997     | Premios Óscar                  | Mejor director                                       | Mike Leigh             | Nominado  |
| Marzo de 1997     | Premios Óscar                  | Mejor actriz                                         | Brenda Blethyn         | Nominada  |
| Marzo de 1997     | Premios Óscar                  | Mejor actriz de reparto                              | Marianne Jean-Baptiste | Nominada  |
| Marzo de 1997     | Premios Óscar                  | Mejor guion original                                 | Mike Leigh             | Nominado  |
| Marzo de 1997     | Independent Spirit             | Mejor película extranjera                            |                        | Ganadora  |
| Abril de 1997     | Premios BAFTA                  | Mejor película                                       |                        | Nominada  |
| Abril de 1997     | Premios BAFTA                  | Premio Alexander Korda a la mejor película británica |                        | Ganadora  |
| Abril de 1997     | Premios BAFTA                  | Mejor guion original                                 | Mike Leigh             | Ganador   |
| Abril de 1997     | Premios BAFTA                  | Mejor actor                                          | Timothy Spall          | Nominado  |
| Abril de 1997     | Premios BAFTA                  | Mejor actriz                                         | Brenda Blethyn         | Ganadora  |
| Abril de 1997     | Premios BAFTA                  | Mejor actriz de reparto                              | Marianne Jean-Baptiste | Nominada  |
| Abril de 1997     | Premios BAFTA                  | Premio David Lean a la mejor dirección               | Mike Leigh             | Nominado  |
| 1997              | Chlotrudis                     | Mejor película                                       |                        | Nominada  |
| 1997              | Chlotrudis                     | Mejor director                                       | Mike Leigh             | Nominado  |
| 1997              | Chlotrudis                     | Mejor actriz                                         | Brenda Blethyn         | Nominada  |
| 1997              | Chlotrudis                     | Mejor actriz de reparto                              | Marianne Jean-Baptiste | Nominada  |
| Abril de 1998     | Cóndor de Plata                | Mejor película extranjera                            |                        | Nominada  |